# Musselväktare
Musselväktare (Pinnotheres pisum) är en liten krabba som lever i musslor, bland annat hästmussla, och i ostron. Krabban drar nytta av musslan genom att den får skydd och livnär sig på musslan föda, men musslan har inte någon uppenbar nytta av krabban, tvärtom kan det bland hända att krabban skadar musslans gälar. Endast en krabbhona lever i varje mussla.
Krabbans ryggsköld har en rundad form och slät yta. Honans ryggsköld är mjuk och har en diameter på upp till 1,2 centimeter. Hanen, som bara blir ungefär hälften så stor som honan, har däremot hård ryggsköld. Färgen på ryggskölden är grågulaktig, med en mönstring av mörka fläckar mot ljus botten. 